# 圣安德烈 (热尔省)
圣安德烈（法語：Saint-André，法語發音：[sɛ̃.t‿ɑ̃dʁe] ⓘ）是法国热尔省的一个市镇，属于欧什区。

## 地理
圣安德烈（43°33'45"N, 0°51'23"E）面积5.58 平方千米，位于法国奧克西塔尼大區热尔省，该省份为法国西南部内陆省份，北起顺时针与洛特-加龙省、塔恩-加龙省、上加龙省、上比利牛斯省、大西洋比利牛斯省和朗德省接壤。
与圣安德烈接壤的市镇（或旧市镇、城区）包括：欧里蒙、贝泽里勒、拉阿斯、蒙蒂龙、波拉斯特龙。

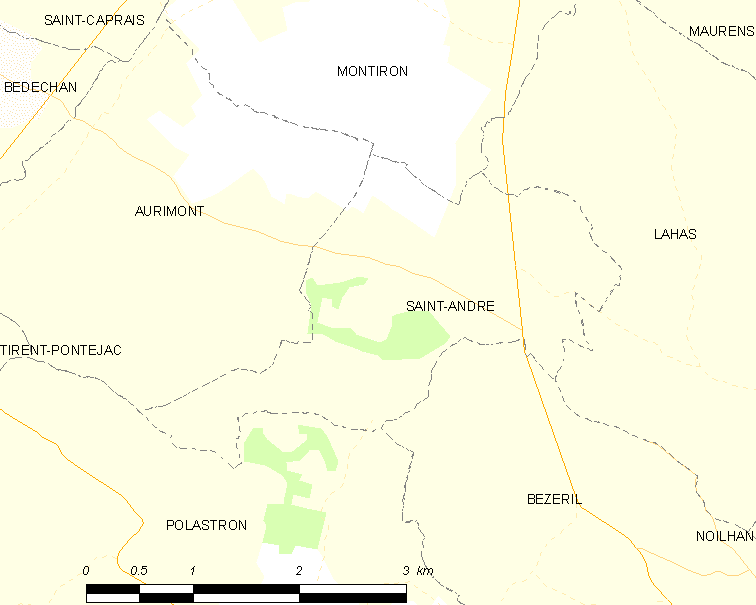
的OSM定位图

圣安德烈的时区为UTC+01:00、UTC+02:00（夏令时）。

## 行政
圣安德烈的邮政编码为32200，INSEE市镇编码为32356。

## 政治
圣安德烈所属的省级选区为萨沃河谷县。

## 人口

1962-2008年间人口变化图示

圣安德烈于2022年1月1日时的人口数量为126人。